# Apple Store
Apple Store je název pro řetězec maloobchodních prodejen americké společností Apple, zabývající se prodejem počítačů, spotřební elektroniky, softwaru a příslušenství. Mezi produkty, které obchody nabízejí patří například osobní počítače Mac, hudební přehrávače iPod, telefony iPhone, tablety iPad, Apple TV, ale také příslušenství výrobců třetích stran. Všechny obchody vycházejí ze stejného konceptu, na kterém se podílel sám Steve Jobs, bývalý CEO Apple, a Rob Johnson, teď již také bývalý viceprezident pro maloobchodní operace, který vytvořil nový pohled na obchod s elektronikou.[zdroj?] V obchodech najdete i místo pro řešení technických či jiných problémů s výrobky Apple, které je jednotně nazýváno Genius bar, je pro všechny zdarma a je to typický znak všech Apple Storů. V České republice se s žádným Apple storem zatím nesetkáme, výrobky Apple jsou prodávány skrz tzv. Apple Premium Resellers.
Úspěšnost Apple storů podtrhují i čísla. Po celém světě je otevřeno již 400 těchto obchodů s celkovými prodeji v hodnotě 16 miliard USD ročně (2011). Ve spojených státech se tak řadí na první příčku ve velikosti tržeb na metr čtvereční.

## Popis
Vedle mnoha obchodů, které jsou často umístěny v nákupních centrech nebo jejich blízkosti, existuje i několik Apple storů, které můžeme nazvat „vlajkovými loděmi“ mezi těmito obchody. Vynikají hlavně svým umístěním, většími prostory a specifickými prvky. Tyto obchodu můžeme najít ve městech Amsterdam, Barcelona, Peking, Boston, Chicago, Frankfurt nad Mohanem, Hamburk, Hongkong, Houston, Londýn, Montreal, Mnichov, New York, Osaka, Paříž, San Francisco, Šanghaj, Sydney, Tokyo a Turín. Největší Apple Store na světě je potom v Amsterdamu na náměstí Leidseplein. Vůbec první Apple store v Evropě můžeme najít v Londýně. Byl otevřen v listopadu 2004 a s 60 000 000 £ ročně je nejziskovějším obchodem Londýna s největším objemem prodejů na metr čtvereční. Svoji velikostí ho později překonal Apple store v Covent Garden a i ten byl následně sesazen obchodem v Grand Central Terminal v roce 2011.
Apple získal i mnoho architektonických ocenění, především za obchod ležící v New Yorku v centru Manhattonu na 5th Avenue, který navrhl designér Bohlin Cywinski Jackson. Skleněná kostka byla nejdříve složena z 90 jednotlivých skleněných desek, ale na přání Steva Jobse byly vyměněny pouze za 15 obrovských skleněných plátů, aby obchod zdůrazňoval jednoduchost a čistotu. Bohlin Cywinski Jackson pracoval i na stavbě skleněného schodiště, které můžeme najít v několika Apple Storech. Jejich cílem je zaujmout zákazníka a přilákat ho i do vyšších pater některých víceposchoďových obchodů. V roce 2002 dokonce Apple získal designový patent na tyto schodiště, kde na prvním místě byl uveden Steve Jobs s několika dalšími lidmi. Za prvé se jedná o speciální průhled, jímž jsou vidět všechny skleněné schody a skleněné zábradlí propojené s titanovými prvky, a za druhé podpůrný systém, jenž využívá skleněných monolitů obsahujících vrstvené skleněné pláty.

## Historie
Spoluzakladatel společnosti Apple, Steve Jobs, se vrátil do společnosti jako prozatímní CEO v roce 1997. Podle Jobsova životopisce Waltera Isaacsona, začal Jobs koordinovat kampaň na pomoc prodeje tím, že zlepšoval maloobchodní prezentaci výrobků Macintosh. I když představení nových produktů na trh, jako např. iMac, PowerBook G3 a online obchod, probíhalo pod dohledem Jobse, tak pro Apple byly stále objemy prodejů ze supermarketů a obchodů s elektronikou největší položkou.
Problém byl v tom, že prodavači většinou neměli dostatečné znalosti či schopnosti přiblížit zákazníkovi specifický charakter zboží značky Apple. V té době ostatní počítače byly v podstatě generické, kdežto počítače Apple měly řadu specifických inovativních vlastností a byly také dražší. Tato situace byla Jobsovi proti srsti, nechtěl, aby iMac ležel na regále vedle Dellů a Compaqů a o jejich odlišnostech referoval neinformovaný prodavač. Také se nechtěl vzdát kontroly nad tím, jaký bude celkový dojem zákazníka při koupi výrobků Apple.
Jobsův první impulz do maloobchodního prodeje byla studie soběstačných obchodů, tzv. „obchodu v obchodě“ – ang. „store within a store“ pro 34 míst v Japonsku. Tyto místa byly navrženy společností Eight Inc., která se mimo jiné podílela na designování Apple MacWorld. Na konceptu „obchodu v obchodě“ začal Apple spolupracovat s maloobchodním prodejcem spotřební elektroniky CompUSA. To znamenalo, že přibližně 15 % místa v každém obchodě bude vyčleněno pro Mac hardware a software (včetně ne-applových produktů) a také zde bude na částečný úvazek zaměstnán školený Apple prodejce.
V roce 1999 Jobs začal hledat schopné řídící pracovníky, a proto osobně rekrutoval Millarda Drexlera. Ten byl generálním ředitelem Gap Inc., kde se mu podařilo proměnit kdysi všední značku v ikonu americké ležérní módy.[zdroj?] A zároveň to byl jeden z mála lidí, kteří byli v otázkách designu, image a tužeb zákazníků stejně úspěšní jako Jobs.[zdroj?] Drexler dal Jobsovi radu, aby tajně vybudoval prototyp firemního obchodu blízko sídla Applu, kompletně jej zařídit a pohybovat se v něm, dokud se nebude cítit dobře. V roce 2000 se Jobsův team rozrostl o další klíčovou osobu s vášní pro design. Byl to Ron Johnson, obchodní viceprezident Targetu, jenž byl odpovědný za uvádění výjimečných produktů, například čajové konvice navržené Michaelem Gravesem.
Dne 15. května 2001 se konala tisková konference v Tysons Corner Center ohledně otevření prvního Apple Store. První dva Apple Store byly otevřeny ve stejný den, a to dne 19. května 2001. Jeden v Tysons Corner ve Virginii a druhý v Glendale, v Kalifornii.

## Genius Bar

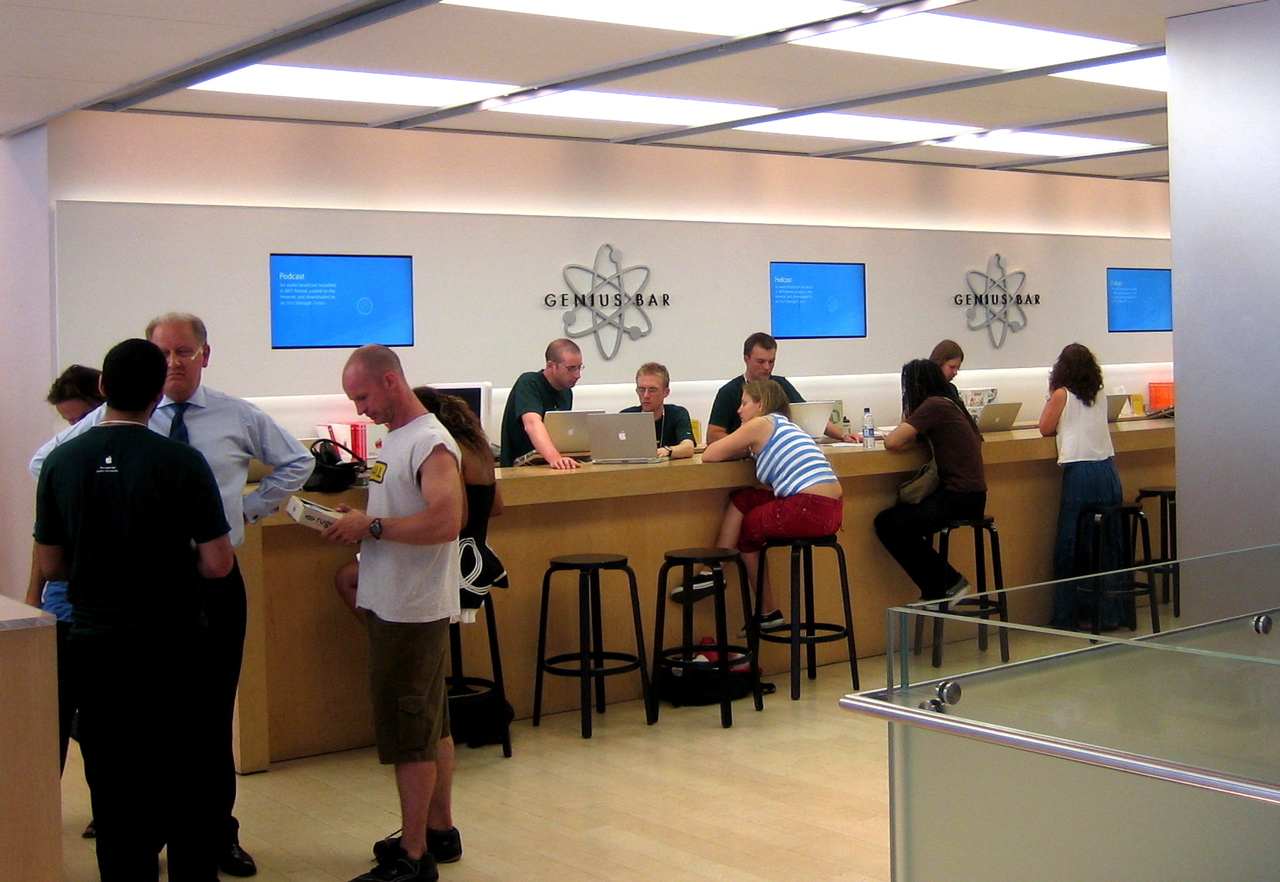
Apple Genius Bar v ulici Regent Street, v Londýně.

Na tento nápad přišel Ron Johnson se svým týmem. Požádal kolegy, aby popsali nejlepší službu, jaké se jim kdy dostalo. Téměř všichni líčili nějaký zážitek z hotelu Four Season nebo Ritz-Carlton. Johnson tedy poslal manažery prvních pěti obchodů do školicího programu hotelu Ritz-Carlton a následně přišel s nápadem něčeho mezi recepcí a barem.
Od té doby můžete ve všech Apple Storech najít Genius bar, tedy místo, kde je zákazníkům poskytována technická podpora a pomoc při potížích se zařízeními Apple. Původně sloužil hlavně pro pomoc s počítači Mac a operačním systémem Mac OSX, ale s rostoucí popularitou a množstvím prodaných iPodu, iPhonů se objevila i nová sekce pro tuto mobilní platformu. Návštěvu Genius baru si lze sjednat samozřejmě i online. V novějších obchodech se nově nachází i místo s názvem „Studio“, kde je nabízena pomoc s multimédii, tedy fotografiemi, hudbou či úpravou videa.

## Zajímavosti

### Prototyp
Když měl Jobs téměř dokončený prototyp prvního Apple Storu, tak se na něj přišel podívat Millard Drexler a měl pár výhrad. Zdálo se mu, že prostor je příliš roztříštěný a ne zcela čistý a obsahuje mnoho rozptylujících architektonických prvků a barev. Zdůrazňoval, že když zákazník vejde do obchodu, mělo by mu stačit jednou se rozhlédnout, aby pochopil, jak je obchod uspořádán. A tak v říjnu 2000, nedlouho před domnělým koncem celého procesu, Johnson usoudil, že všechno je od základu špatně. Obchod se již neměl stavět okolo každé z hlavních produktových linií Applu (Power Mac, iMac, iBook a PowerBook), ale okolo veškeré digitální aktivity člověka. Například filmové oddělení, kde by byly různé Macy a PowerBooky, na nichž by běželo iMovie a lidi by tak viděli, jak lze importovat video z kamery do počítače.
Když byl v lednu 2001 konečně hotov opravený prototyp, Jobs pozval správní radu, aby si ho přišla poprvé prohlédnout. S pomocí fixy a bílé tabule jim nejprve vysvětlil význam designu a potom naložil všechny členy do mikrobusu a odvezl je na tříkilometrový výlet. Když viděli, co Jobs s Johnsonem vybudovali, zcela jednomyslně schválili pokračování tohoto projektu.

### Podlaha
V roce 1985, když byl Jobs vyhozen z Applu, navštívil Itálii, kde ho ohromily šedé kamenné chodníky ve Florencii. Tento poznatek zužitkoval v roce 2002, kdy přemýšlel nad designem podlah pro Apple Store. Zastával totiž názor, že světle dřevěné podlahy v obchodech vypadají poněkud nudně a nenápaditě. Někteří kolegové ho přesvědčovali, že by se podlaha mohla vyrobit z betonu s podobnou barvou a texturou a celkové náklady by vyšly zhruba 10× levněji, ale Jobs trval na svém. Modrošedý pískovec Pietra Serena s jemnou zrnitou texturou pocházel z rodinného kamenolomu Il Casone ve Firenzuole nedaleko Florencie. A z celkového natěženého množství se vybírala přibližně 3 %, která měla správné stínování, žilkování a čistotu.

## Otevírání obchodů
Otevírání nových Apple storů se postupem času stalo pro mnohé fanoušky společnosti něčím jako speciální akcí, na kterou stojí třeba i dlouhé fronty přes celou noc, jen aby mohli nový obchod navštívit mezi prvními a využít tak i třeba slev či dárků, které otevření obchodu doprovází. 

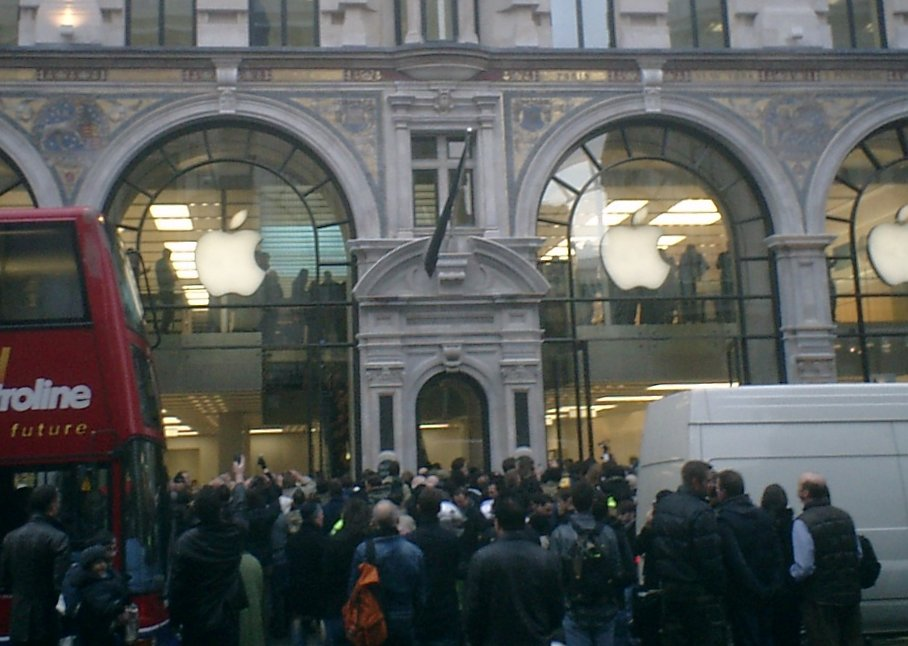
Otevření v Londýně
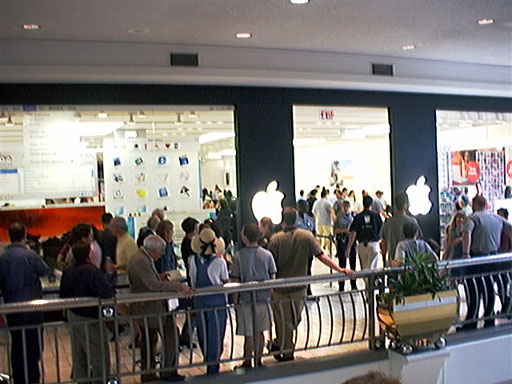
Fronta při otevírání prvního obchodu v Americe
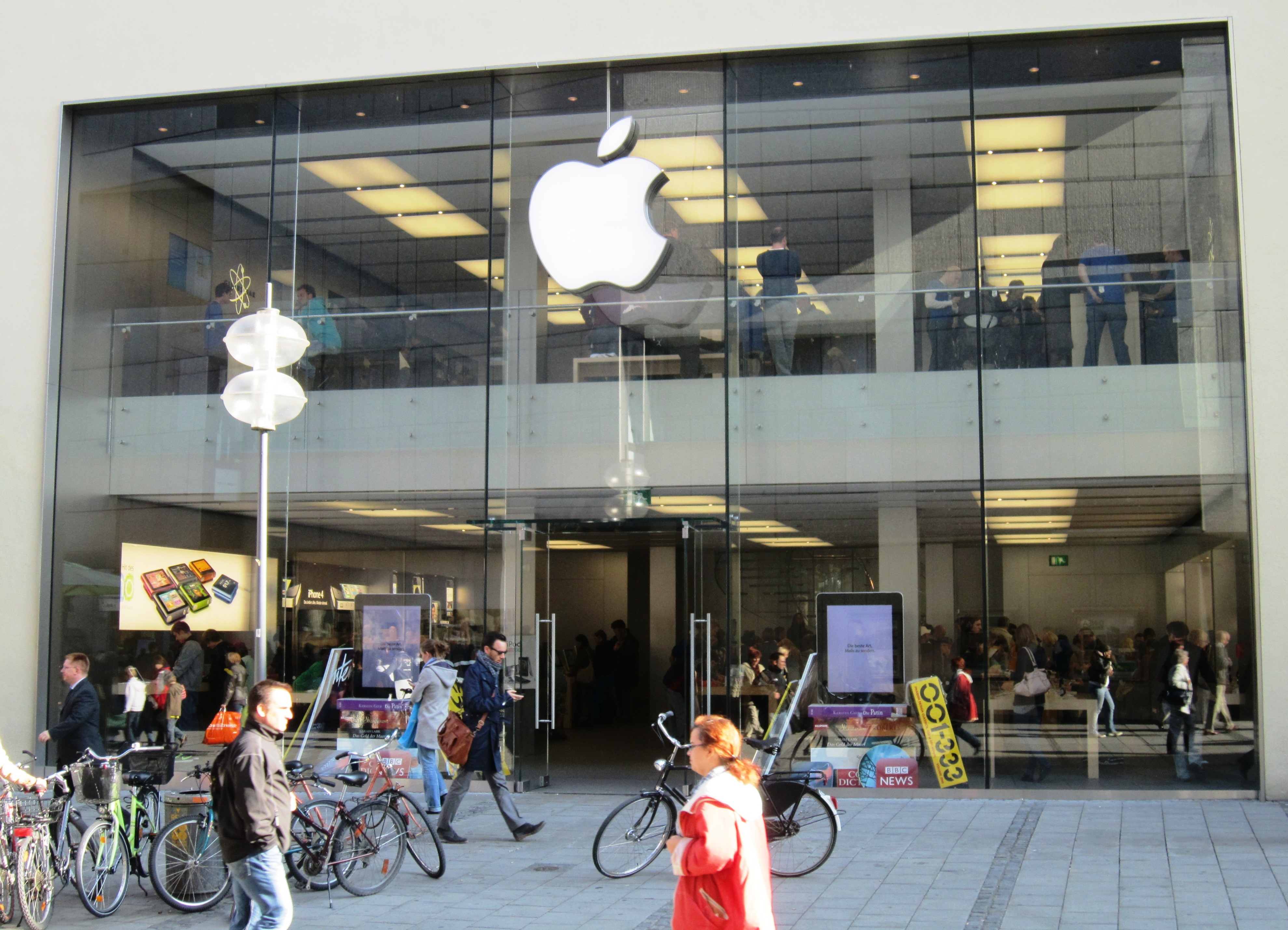
Německo – Mnichov
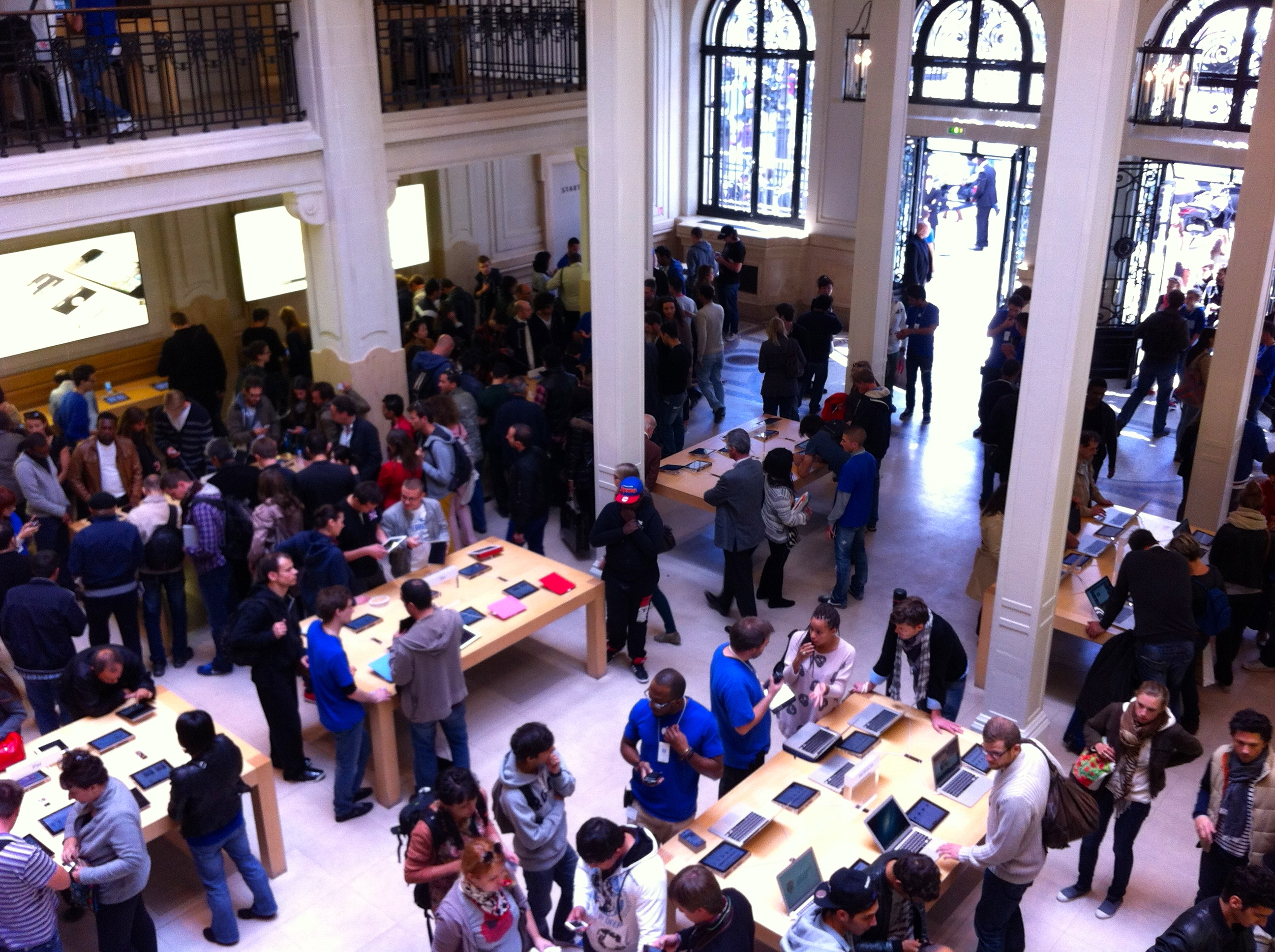
Pohled zevnitř na obchod v Paříži, Francie
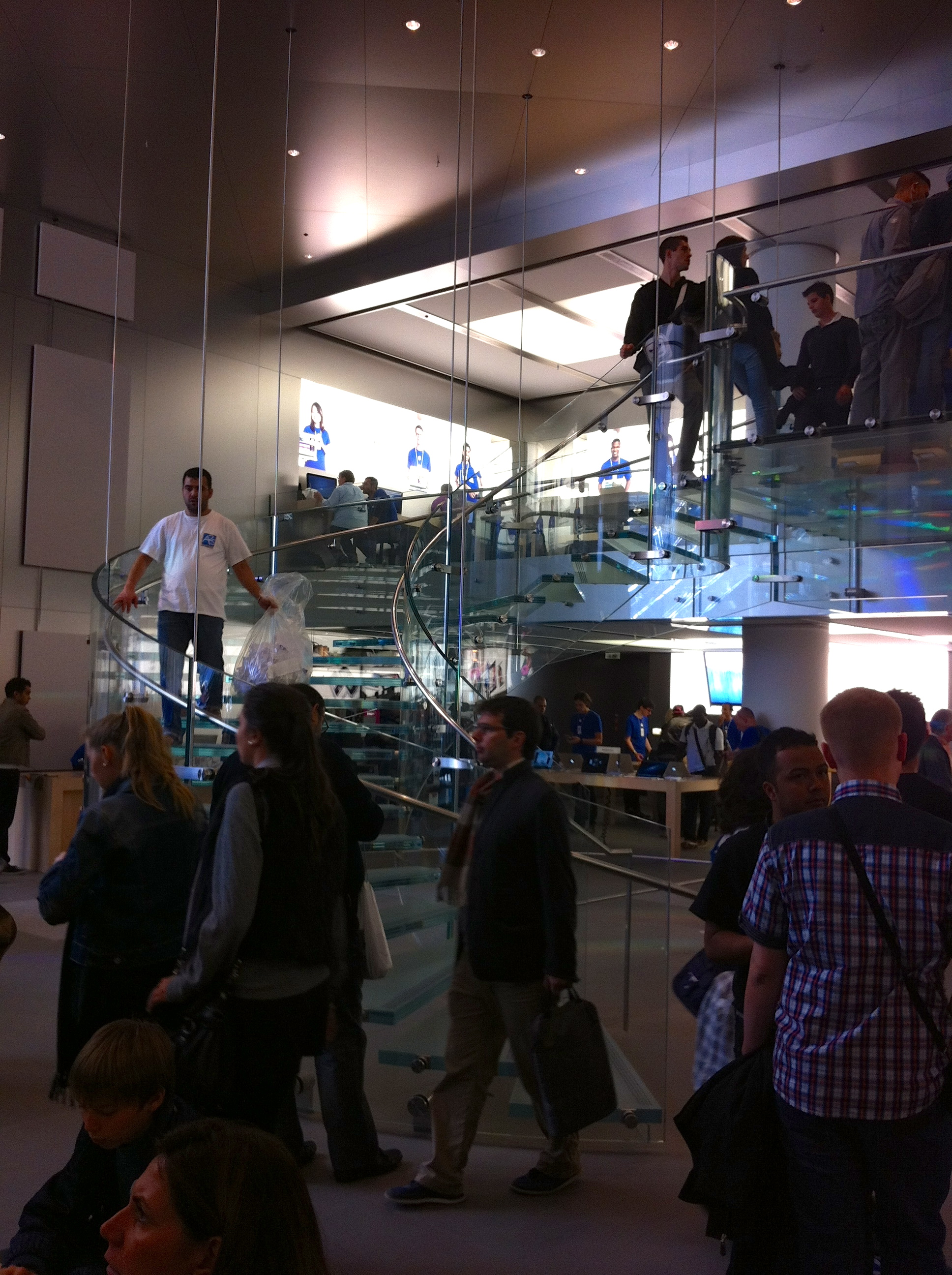
Apple store v Louvru

## Umístění
| Země           | První obchod       | Celkem obchodů | Reference |
| -------------- | ------------------ | -------------- | --------- |
| USA            | 19. května 2001    | 254            | [ 9 ]     |
| Velká Británie | 20. listopadu 2004 | 37             | [ 10 ]    |
| Kanada         | 21. května 2005    | 29             | [ 11 ]    |
| Austrálie      | 19. června 2008    | 21             | [ 12 ]    |
| Francie        | 19. listopadu 2009 | 16             | [ 13 ]    |
| Itálie         | 31. března 2007    | 14             | [ 14 ]    |
| Německo        | 19. prosince 2008  | 13             | [ 15 ]    |
| Španělsko      | 4. září 2010       | 10             | [ 16 ]    |
| Čína           | 19. června 2008    | 10             | [ 17 ]    |
| Japonsko       | 30. listopadu 2003 | 7              | [ 18 ]    |
| Švýcarsko      | 25. září 2008      | 3              | [ 19 ]    |
| Čína, Hongkong | 24. září 2011      | 3              | [ 20 ]    |
| Švédsko        | 15. září 2012      | 2              | [ 21 ]    |
| Nizozemsko     | 3. března 2012     | 2              | [ 22 ]    |
| Brazílie       | 15. února 2014     | 1              | [ 23 ]    |
| Turecko        | 5. dubna 2014      | 1              | [ 24 ]    |